# Cieniawa (Mordarka)
Cieniawa – część wsi Mordarka w Polsce, położona w województwie małopolskim, w powiecie limanowskim, w gminie Limanowa.
W latach 1975–1998 Cieniawa administracyjnie należała do województwa nowosądeckiego.